# Bataille de Mari

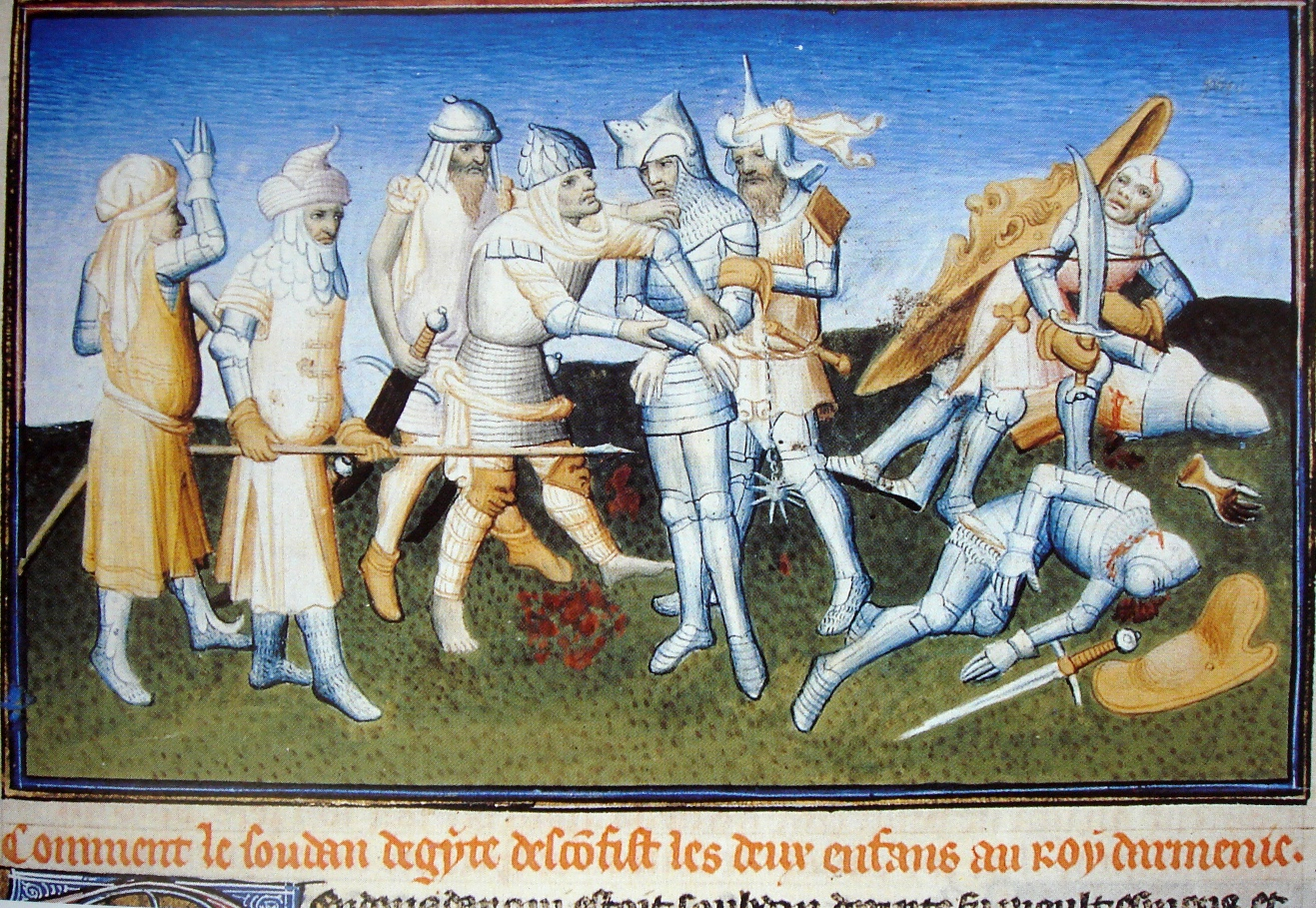
Bataille de Mari

La bataille de Mari ou désastre de Mari, a été une bataille entre les Mamelouks égyptiens et les Arméniens du royaume de Petite-Arménie qui eut lieu le 24 août 1266.
Baïbars souhaitait mettre fin à l'allégeance d'Héthoum Ier d'Arménie aux Mongols de la dynastie des Houlagides. Héthoum Ier étant parti demander de l'aide à la cour des Houlagides, Al-Mansur Nur ad-Dîn Ali ben Aybak et Al-Mansûr Sayf ad-Dîn Qala'ûn al-Alfi écrasèrent le royaume de Petite-Arménie. Les villes de Mamistra, Adana, Tarse, Sis et le port d'Ayas furent pillés.
Le pillage a duré vingt jours, et 40 000 Arméniens ont été faits prisonniers. Thoros, l'un des fils d'Héthoum Ier trouva la mort tandis que le second fils d'Héthoum Ier, futur Léon III d'Arménie, fut capturé.
Lorsque Héthoum Ier est arrivé avec troupes mongoles, le pays était déjà dévasté. Il négocia le retour de son fils et donna le contrôle partiel aux Mamelouks. Peu après, en 1269, Héthoum Ier abdique en faveur de son fils, lequel se trouva dans la situation difficile de sujet de l'empire mongol tout en payant un tribut aux Mamelouks. 